# Gaston Pams
Gaston Pams (Portvendres (Rosselló), 22 de novembre del 1918 - París (França) 19 de febrer del 1981) fou un polític nord-català, alcalde d'Argelers de la Marenda i senador francès pel departament dels Pirineus Orientals.

## Biografia
Era renebot del també polític Juli Pams i Vallarino. Va militar al Partit Republicà Radical i Radical-Socialista i després al Moviment de Radicals d'Esquerra.
El 1953 fou escollit alcalde d'Argelers de la Marenda, càrrec que va ocupar fins a la seva mort el 1981. Endemés, del 1953 al 1979 fou membre del Consell General dels Pirineus Orientals pel cantó d'Argelers. També fou elegit senador francès del 1959 al 1965, càrrec que va renovar del 1965 al 1974 i del 1974 al 1981. I fins i tot el 1973 fou escollit conseller del Consell Regional del Llenguadoc-Rosselló.